# Villa San José (Alcalá de Guadaíra)

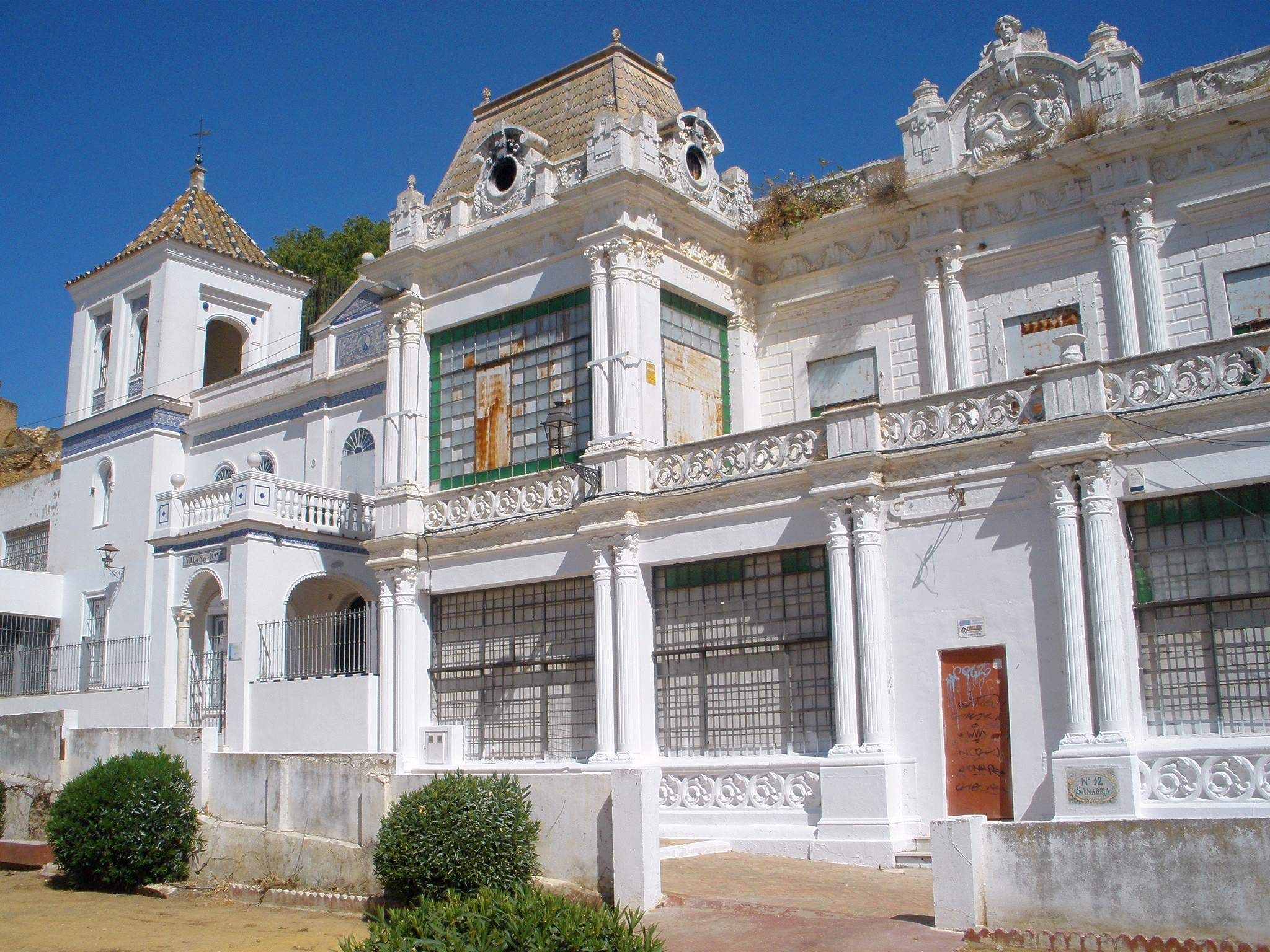
Villa San José, sede de la Escuela Oficial de Idiomas de Alcalá de Guadaíra

La villa San José de Alcalá de Guadaíra, en la provincia de Sevilla, es una residencia señorial inaugurada en 1927 que se encuentra en la calle Santa María de esta localidad. Está catalogada Bien de Interés Cultural, como patrimonio histórico de España.

## Historia
La localidad de Alcalá de Guadaíra fue tomando carácter de ciudad de recreo estival, gracias en parte a la bondad de su clima y a la salubridad de sus aguas, motivo por lo cual muchos enfermos procuraban aquí su estancia, en especial en primavera, con la posibilidad de disfrutar además de las agradables vistas de su entorno.
Estas circunstancias dieron origen a la construcción de un tipo de residencia de recreo que incidieron en el crecimiento urbano de la localidad desde las últimas décadas del siglo XIX.
Una de aquellas viviendas señoriales y de recreo es la denominada "villa San José", que se levanta en un lugar de inmejorables vistas sobre la ciudad y sus pinares, en un momento histórico en el que se pavimenta la cuesta de Santa María para facilitar el acceso de la población a la ermita de Nuestra Señora del Águila, en un proceso en el que se va mejorando toda esta zona, anteriormente muy degradada.
Es de suponer que esta villa se levanta en el año 1927, pues esta es la fecha que figura en un azulejo en su fachada. Su diseño se ha atribuido a Juan Talavera y Heredia, aunque en su composición se advierten detalles propios de algún arquitecto de menor prestigio; en ella se combinan elementos del regionalismo sevillano junto con otros diferentes, dentro de la tendencia ecléctica característica de aquel momento histórico.

## Villa
Se trata de una edificación de planta irregular que por su ubicación se adapta a la barbacana de la muralla.
Cuenta con dos patios y una amplia zona ajardinada de límites algo indeterminados.
Se llega a su interior a través de un pequeño zaguán situado en la margen derecha de la Cuesta de Santa María, en principio con uso de jardín y se organiza alrededor de un patio, presentando como elemento más significativo su primera crujía de fachada, donde además se disponen los principales usos.
La torre, elemento esencial en composición de la fachada, cuenta con dos niveles interiores, ligeramente elevados con respecto a los del resto de la vivienda, y otro que se asocia al nivel de azotea, desempeñando el papel de torre-mirador; presenta una cubierta a cuatro aguas con empleo de teja cerámica vidriada rematada por una veleta.
El interior de esta villa acoge en la actualidad las dependencias de la Escuela Oficial de Idiomas, según se indica en una placa cerámica existente en la fachada.